# José Denis Belgrano
José Denis Belgrano – hiszpański malarz przedstawiciel szkoły malageńskiej. Był jednym z ulubionych malarzy malageńskiej burżuazji z przełomu wieków XIX i XX.
W 1862 r. dzięki pomocy Carlosa Larios, markiza de Guadiaro, wyjechał do Rzymu, gdzie studiował sztukę. Wzorował się na dziełach znanego w Rzymie hiszpańskiego malarza Mariano Fortuny, którego jednak nigdy nie spotkał. W 1868 r. wstąpił do Akademii Sztuk Pięknych w Maladze, gdzie był uczniem Bernarda Ferrándiza. W 1875 r. na dwa lata wyjechał do Rzymu. Po powrocie do Malagi był już znanym malarzem, zlecono mu ozdobienie Palacio de Heredia, z powodzeniem wystawiał swoje prace (rysunki, akwarele i malarstwo olejne) oraz pracował jako profesor sztuki.